# Villers-Marmery
Villers-Marmery è un comune francese di 563 abitanti situato nel dipartimento della Marna nella regione del Grand Est.

## Società

### Evoluzione demografica
Abitanti censiti